# نيك غينتري
نيك غينتري (بالإنجليزية: Nick Gentry)‏ هو رسام بريطاني، ولد في 29 مايو 1980 في لندن في المملكة المتحدة.

## وصلات خارجية
- الموقع الرسمي